# Aeródromo de Jesús María
El Aeródromo de Jesús María (Código DGAC: JMA) es un pequeño campo de aviación ubicado en el municipio del Nayar y es el más importante del municipio al dar comunicación aérea desde la cabecera municipal a diversos puntos. Cuenta con una pista de aterrizaje de 1,000 metros de largo y 17 metros de ancho con una gota de viraje de 1,400 metros cuadrados en la cabecera 34, dicha rampa puede ser usada para aparcar aeronaves. Actualmente solo opera aviación general.